# Совокупный финансовый результат
Совокупный финансовый результат — чистая прибыль (убыток) за отчетный период с учётом операций, не включаемых в расчёт чистой прибыли (убытка) в отчёте о финансовых результатах, который отражает изменение собственного капитала организации за период не связанное с деятельностью собственников(акционеров).

## Отчёт о финансовых результатах
Согласно Приказу Минфина от 2 июля 2010 г. № 66н совокупный финансовый результат периода (код 2500) определяется как сумма строк «Чистая прибыль (убыток)» (код 2400), «Результат от переоценки внеоборотных активов, не включаемый в чистую прибыль (убыток) периода» (код 2510) и «Результат от прочих операций, не включаемый в чистую прибыль (убыток) отчетного периода» (код 2520), «Налог на прибыль от операций, результат которых не включается в чистую прибыль (убыток) периода» (код 2530).

## Расчёт
Совокупный финансовый результат может рассчитываться двумя способами:
1. Совокупный финансовый результат = Изменение капитала + Дивиденды + Сумма выкупа собственных акций - Сумма выпущенных акций
2. Совокупный финансовый результат = Прибыль от обычной деятельности(реализованная прибыль) + Прочий совокупный доход (нереализованная прибыль).

При этом Прочий совокупный доход состоит из таких статей как:
- Результат от переоценки внеоборотных активов, не включаемый в чистую прибыль (убыток) периода
- существенные ошибки предшествующего отчетного года, выявленные после утверждения бухгалтерской отчетности за этот год
- разницы, возникающие в результате пересчета выраженной в иностранной валюте стоимости активов и обязательств организации